# Vulgichneumon bimaculatus
 Vulgichneumon bimaculatus  ist eine Art aus der Familie der Schlupfwespen (Ichneumonidae).

## Aussehen
Ihr Körper wie ihre Beine erscheinen überwiegend schwarz. Das Schildchen (am Rücken-) sowie ihr Hinterleibsende sind weiß. Ihre Antennen tragen in der Mitte ein weißes Band. Ihre Größe kann einen Zentimeter erreichen.

## Verbreitung und Lebensraum
Ihr Verbreitungsgebiet erstreckt sich über den größten Teil Europas zwischen dem Vereinigten Königreich und Russland bis nach Zentralasien (Aserbaidschan und Usbekistan). Aus Portugal, Norwegen und dem größten Teil Südosteuropas liegen keine Meldungen vor. 
Wälder wie Hecken sind die Aufenthaltsorte von Vulgichneumon bimaculatus.

## Lebensweise
Vulgichneumon bimaculatus lässt sich etwa in den Sommermonaten Juni bis August beobachten.

## Ernährung
Wie alle Schlupfwespen leben die Larven der Art Vulgichneumon bimaculatus als Parasitoide. Sie parasitieren die Raupen von Eulenfaltern. Die Imagines ernähren sich vom Nektar des Wiesen-Bärenklau.

## Taxonomie
Die Schlupfwespe wurde im Jahr 1776 von Franz von Paula Schrank als Ichneumon bimaculatus erstmals beschrieben, nachdem er sie in Linnés Systema naturae nicht gefunden hatte. Er gab der Schlupfwespe den deutschen Namen Zweifleckiger Raupentöter. Dieser Trivialname ist heute nicht mehr üblich, da mit Raupentöter auch bestimmte Laufkäfer der Gattung Puppenräuber (Calosoma) oder Raupenfliegen bezeichnet werden.